# Wulfsige (Lichfield)
Wulfsige († Oktober 1053) war Bischof von Lichfield. Er wurde 1039 zum Bischof geweiht und trat sein Amt in diesem Jahr an. Er starb im Oktober 1053.